# Bruggmannia psychoptriae
Bruggmannia psychoptriae är en tvåvingeart som beskrevs av Edwin Möhn 1960. Bruggmannia psychoptriae ingår i släktet Bruggmannia och familjen gallmyggor.
Artens utbredningsområde är El Salvador. Inga underarter finns listade i Catalogue of Life.